# Идеал Стандарт Интернешънъл
„Идеал Стандарт Интернешънъл“ (на нидерландски: Ideal Standard International) е белгийско промишлено предприятие със седалище в Завентем.
Създадено е през 2007 година при ликвидирането на американската компания „Американ Стандарт“, като поема нейното производство на санитарна керамика и санитарна арматура в Европа, Близкия Изток и Северна Африка. Първоначално собственост на американската инвестиционна компания „Бейн Кепитал“, през 2018 година „Идеал Стандарт Интернешънъл“ е продадена на други две американски инвестиционни компании – „Анкоридж Кепитал“ и „Си Ви Си Кредит Партнърс“.
Най-голямото подразделение на „Идеал Стандарт Интернешънъл“ е „Идеал Стандарт – Видима“ в България, като групата има производствени бази още в Египет, Чехия, Италия, Германия, Великобритания и Франция.
През септември 2023 г. е обявено, че Ideal Standard е придобит от производителя на керамика Villeroy & Boch с централа в Метлах (Саарланд, Германия), за 600 милиона евро. През март 2024 г. процесът на придобиване е приключен.